# 2025-ös TCR World Tour szezon
A 2025-ös TCR World Tour szezon a harmadik TCR World Tour szezon. A szezon május 1-től kezdődik Mexikóvárosban található Autódromo Hermanos Rodríguez pályán és november 16-án ér véget Makaóban. A szezonban 8 fordulót tartanak majd a tervek szerint. A versenyzők közül a címvédő, a magyar Michelisz Norbert, míg a csapatoknál a svéd Lynk & Co Cyan Racing.

## Versenynaptár
A versenynaptárat 2024. december 11-én jelentették be.
| Forduló | Verseny | Pálya                               | Dátum                   | Csatlakozó TCR sorozat                           |
| ------- | ------- | ----------------------------------- | ----------------------- | ------------------------------------------------ |
| 1       | 1       | Autódromo Hermanos Rodríguez        | május 1-3               | TCR Mexico Touring Car Class                     |
| 1       | 2       | Autódromo Hermanos Rodríguez        | május 1-3               | TCR Mexico Touring Car Class                     |
| 1       | 3       | Autódromo Hermanos Rodríguez        | május 1-3               | TCR Mexico Touring Car Class                     |
| 2       | 4       | Circuit Ricardo Tormo               | június 13-15            | TCR Spain Touring Car Championship               |
| 2       | 5       | Circuit Ricardo Tormo               | június 13-15            | TCR Spain Touring Car Championship               |
| 2       | 6       | Circuit Ricardo Tormo               | június 13-15            | TCR Spain Touring Car Championship               |
| 3       | 7       | Autodromo Nazionale di Monza        | június 20-22            | TCR Germany Touring Car Trophy                   |
| 3       | 8       | Autodromo Nazionale di Monza        | június 20-22            | TCR Germany Touring Car Trophy                   |
| 4       | 9       | Circuito Internacional de Vila Real | július 4-6              | ―                                                |
| 4       | 10      | Circuito Internacional de Vila Real | július 4-6              | ―                                                |
| 5       | 11      | The Bend Motorsport Park            | szeptember 11-13        | TCR Australia Touring Car Series                 |
| 5       | 12      | The Bend Motorsport Park            | szeptember 11-13        | TCR Australia Touring Car Series                 |
| 5       | 13      | The Bend Motorsport Park            | szeptember 11-13        | TCR Australia Touring Car Series                 |
| 6       | 14      | Inje Speedium                       | október 17-19           | TCR Asia International Series                    |
| 6       | 15      | Inje Speedium                       | október 17-19           | TCR Asia International Series                    |
| 6       | 16      | Inje Speedium                       | október 17-19           | TCR Asia International Series                    |
| 7       | 17      | Zhuzhou International Circuit       | október 31 – november 2 | TCR China Touring Car Championship               |
| 7       | 18      | Zhuzhou International Circuit       | október 31 – november 2 | TCR China Touring Car Championship               |
| 8       | 19      | Guia Circuit                        | november 14-17          | Macau Guia Race TCR Australia Touring Car Series |
| 8       | 20      | Guia Circuit                        | november 14-17          | Macau Guia Race TCR Australia Touring Car Series |
| Forrás: |         |                                     |                         |                                                  |

## Versenyformátum

### Két versenyes formátum
A versenyhétvége elején a versenyzőknek és a csapatoknak kétszer 30 perces szabadedzés keretén belül készülnek fel. Ezután jön egy két részes időmérő. Az időmérő első része a Q1, ami 20 perces. Az időmérő második részébe, a Q2-be a Q1 első tizenkét helyezettje jut. A Q2 10 perces és aki a végén az első helyezett lesz, az indulhat a pole-pozícióból az első versenyen. A második verseny rajtsorrendjéhez az időmérő első tíz helyezettjeit megfordítják. A versenyek távja egységesen 60 km.

### Három versenyes formátum
A szabadedzés ideje, az időmérős formátum és ideje megegyeznek az előbb leírtakkal. Az első verseny rajtsorrendjét az időmérő, a második versenyét az időmérő adja az első tíz helyezett megfordításával. A harmadik verseny rajtsorrendjét a hétvégén (időmérő, első és második verseny) gyűjtött pontok alapján történik. Aki a legtöbb pontot gyűjti az indul a pole-pozícióból, aki a legkevesebbet az az utolsó helyről. A három verseny távja egységesen 30 perc + 1 kör.

### Városi pályákon használt formátum
A szezonban két városi pálya lesz, Portugáliaban, Vila Real-ban és Makaóban. A formátum megegyezik a két versenyes formátummal, annyi eltéréssel, hogy a Q1 ideje 30 percre, míg a Q2 15 percre nő.

## Csapatok és Versenyzőik
A táblázatban csak a TCR World Tour mezőnyét tartalmazza, a csatlakozó, más TCR sorozatos versenyzőket és az őket indító csapatokat nem.
| Csapat                         | Autó                   | Rajtszám | Versenyző           | Fordulók |
| ------------------------------ | ---------------------- | -------- | ------------------- | -------- |
| BRC Hyundai N Squadra Corse    | Hyundai Elantra N TCR  | 105      | Michelisz Norbert   | 1-       |
| BRC Hyundai N Squadra Corse    | Hyundai Elantra N TCR  | 129      | Néstor Girolami     | 1-       |
| BRC Hyundai N Squadra Corse    | Hyundai Elantra N TCR  | 196      | Mikel Azcona        | 1-       |
| GOAT Racing                    | Honda Civic Type R TCR | 123      | Ignacio Montenegro  | 1-       |
| GOAT Racing                    | Honda Civic Type R TCR | 186      | Esteban Guerrieri   | 1-       |
| Lynk & Co Cyan Racing          | Lynk & Co 03 TCR       | 111      | Thed Björk          | 1-       |
| Lynk & Co Cyan Racing          | Lynk & Co 03 TCR       | 112      | Santiago Urrutia    | 1-       |
| Lynk & Co Cyan Racing          | Lynk & Co 03 TCR       | 155      | Ma Csing-hua        | 1-       |
| Lynk & Co Cyan Racing          | Lynk & Co 03 TCR       | 168      | Yann Ehrlacher      | 1-       |
| SP Compétition                 | CUPRA Leon VZ TCR      | 107      | Aurélien Comte      | 1-       |
| SP Compétition                 | CUPRA Leon VZ TCR      | 127      | John Filippi        | 1-       |
| Nem teljes szezonos versenyzők |                        |          |                     |          |
| ProRally Mothers               | CUPRA Leon VZ TCR      | 1        | Julio Rejón         | 1        |
| ProRally Mothers               | CUPRA Leon VZ TCR      | 55       | Rodrigo Rejón       | 1        |
| Peralta Racing Team            | CUPRA Leon VZ TCR      | 18       | Michel Jourdain jr. | 1        |
| Forrás:                        |                        |          |                     |          |

## Eredmények

### Összefoglaló
| # | #  | Helyszín                            | Pole pozíció      | Leggyorsabb kör    | Győztes versenyző | Győztes csapat              |
| - | -- | ----------------------------------- | ----------------- | ------------------ | ----------------- | --------------------------- |
| 1 | 1  | Autódromo Hermanos Rodríguez        | Esteban Guerrieri | Yann Ehrlacher     | Thed Björk        | Lynk & Co Cyan Racing       |
| 1 | 2  | Autódromo Hermanos Rodríguez        | ―                 | Esteban Guerrieri  | Esteban Guerrieri | GOAT Racing                 |
| 1 | 3  | Autódromo Hermanos Rodríguez        | ―                 | Esteban Guerrieri  | Esteban Guerrieri | GOAT Racing                 |
| 2 | 4  | Circuit Ricardo Tormo               | Santiago Urrutia  | Ma Csing-hua       | Yann Ehrlacher    | Lynk & Co Cyan Racing       |
| 2 | 5  | Circuit Ricardo Tormo               | ―                 | Aurélien Comte     | Néstor Girolami   | BRC Hyundai N Squadra Corse |
| 2 | 6  | Circuit Ricardo Tormo               | ―                 | Santiago Urrutia   | Yann Ehrlacher    | Lynk & Co Cyan Racing       |
| 3 | 7  | Autodromo Nazionale di Monza        | Michelisz Norbert | Aurélien Comte     | Michelisz Norbert | BRC Hyundai N Squadra Corse |
| 3 | 8  | Autodromo Nazionale di Monza        | ―                 | Aurélien Comte     | Aurélien Comte    | SP Compétition              |
| 4 | 9  | Circuito Internacional de Vila Real | Yann Ehrlacher    | Ignacio Montenegro | Yann Ehrlacher    | Lynk & Co Cyan Racing       |
| 4 | 10 | Circuito Internacional de Vila Real | ―                 | Ma Csing-hua       | Thed Björk        | Lynk & Co Cyan Racing       |
| 5 | 11 | The Bend Motorsport Park            |                   |                    |                   |                             |
| 5 | 12 | The Bend Motorsport Park            | ―                 |                    |                   |                             |
| 5 | 13 | The Bend Motorsport Park            | ―                 |                    |                   |                             |
| 6 | 14 | Inje Speedium                       |                   |                    |                   |                             |
| 6 | 15 | Inje Speedium                       | ―                 |                    |                   |                             |
| 6 | 16 | Inje Speedium                       | ―                 |                    |                   |                             |
| 7 | 17 | Zhuzhou International Circuit       |                   |                    |                   |                             |
| 7 | 18 | Zhuzhou International Circuit       | ―                 |                    |                   |                             |
| 8 | 19 | Guia Circuit                        |                   |                    |                   |                             |
| 8 | 20 | Guia Circuit                        | ―                 |                    |                   |                             |

### Pontrendszer
| Pozíció | 1. helyezett, aranyérmes | 2. helyezett, ezüstérmes | 3. helyezett, bronzérmes | 4. | 5. | 6. | 7. | 8. | 9. | 10. | 11. | 12. | 13. | 14. | 15. |
| Időmérő | 15                       | 10                       | 8                        | 6  | 4  | 2  | ―  | ―  | ―  | ―   | ―   | ―   | ―   | ―   | ―   |
| Verseny | 30                       | 25                       | 22                       | 20 | 18 | 16 | 14 | 12 | 10 | 8   | 6   | 4   | 3   | 2   | 1   |

### Versenyzők
A táblázatban csak a TCR World Tour mezőnye szerepel, a csatlakozó TCR sorozatok versenyzői nem, így lehet, hogy a hivatalos értékeléstől eltérő adatot tartalmaz.
| Poz.                     | Versenyző           | MEX | MEX | MEX | ESP | ESP | ESP | ITA | ITA | POR | POR | AUS | AUS | AUS | KOR | KOR | KOR | CHN | CHN | MAC | MAC | Pontok |
| ------------------------ | ------------------- | --- | --- | --- | --- | --- | --- | --- | --- | --- | --- | --- | --- | --- | --- | --- | --- | --- | --- | --- | --- | ------ |
| 1. helyezett, aranyérmes | Yann Ehrlacher      | 32  | 2   | 13  | 12  | 3   | 1   | 24  | 9   |     |     |     |     |     |     |     |     |     |     |     |     | 193    |
| 2. helyezett, ezüstérmes | Esteban Guerrieri   | 41  | 1   | 1   | 8   | 5   | 4   | 5   | 7   |     |     |     |     |     |     |     |     |     |     |     |     | 177    |
| 3. helyezett, bronzérmes | Santiago Urrutia    | 25  | 5   | 3   | 21  | 8   | 2   | Ki5 | 6   |     |     |     |     |     |     |     |     |     |     |     |     | 166    |
| 4                        | Thed Björk          | 13  | 4   | 2   | 5   | 9   | 10  | 3   | 3   |     |     |     |     |     |     |     |     |     |     |     |     | 163    |
| 5                        | Néstor Girolami     | 11  | 11  | 13  | 6   | 1   | 3   | 6   | 2   |     |     |     |     |     |     |     |     |     |     |     |     | 125    |
| 6                        | Michelisz Norbert   | 18  | 16  | 12  | 45  | 11  | 5   | 1   | 4   |     |     |     |     |     |     |     |     |     |     |     |     | 125    |
| 7                        | Ignacio Montenegro  | Ki4 | 7   | 4   | Ki4 | 6   | 8   | 4   | 5   |     |     |     |     |     |     |     |     |     |     |     |     | 112    |
| 8                        | Ma Csing-hua        | 6   | 6   | 6   | 3   | 10  | 7   | Ki  | 10  |     |     |     |     |     |     |     |     |     |     |     |     | 108    |
| 9                        | Aurélien Comte      | 56  | 3   | 5   | 14  | 16  | 13  | Ki3 | 1   |     |     |     |     |     |     |     |     |     |     |     |     | 103    |
| 10                       | Mikel Azcona        | 10  | 17  | 22  | 16  | 7   | 9   | 102 | 11  |     |     |     |     |     |     |     |     |     |     |     |     | 62     |
| 11                       | John Filippi        | 12  | 10  | 9   | 10  | 4   | 11  | Ki  | Ki  |     |     |     |     |     |     |     |     |     |     |     |     | 56     |
| 12                       | Michel Jourdain Jr. | 8   | 8   | 7   |     |     |     |     |     |     |     |     |     |     |     |     |     |     |     |     |     | 38     |
| 13                       | Rodrigo Rejón       | 9   | 9   | 8   |     |     |     |     |     |     |     |     |     |     |     |     |     |     |     |     |     | 32     |
| 14                       | Julio Rejón         | 7   | Ki  | 10  |     |     |     |     |     |     |     |     |     |     |     |     |     |     |     |     |     | 22     |
| Poz.                     | Versenyző           | MEX | MEX | MEX | ESP | ESP | ESP | ITA | ITA | POR | POR | AUS | AUS | AUS | KOR | KOR | KOR | CHN | CHN | MAC | MAC | Pontok |

| Szín       | Eredmény                                          |
| ---------- | ------------------------------------------------- |
| Arany      | Győztes                                           |
| Ezüst      | 2. helyezett                                      |
| Bronz      | 3. helyezett                                      |
| Zöld       | Pontot szerzett                                   |
| Kék        | Pont nélkül vagy helyezetlenül ért célba (nc, hn) |
| Lila       | Nem ért célba (ret, ki)                           |
| Piros      | Nem kvalifikálta magát (dnq, nk)                  |
| Piros      | Nem előkvalifikálta magát (dnpq, nek)             |
| Fekete     | Diszkvalifikálták (dsq, kiz)                      |
| Szürke     | Eltiltott, más pilóta versenyzett helyette (et)   |
| Fehér      | Nem indult (dns, ni)                              |
| Világoskék | Pénteki tesztpilóta (td, tp)                      |
| Üres       | Visszalépett (vi)                                 |
| Üres       | Nem gyakorolt (dnp, ne)                           |
| Üres       | Beteg vagy sérült volt (inj, bet, sér, EÜ)        |
| Üres       | Kizárt (ex, kiz)                                  |
| Üres       | Nem érkezett meg (dna, nj)                        |
| Üres       | Törölt futam (T)                                  |

### Csapatok
Pontot csak a csapat legjobb két autója alapján kapnak.
| Poz. | Csapat | Pont |
| ---- | ------ | ---- |